# 14172 Аманолівере
14172 Аманолівере (1998 VN8, 1975 TW, 1997 HN17, 1998 UX36, 14172 Amanolivere) — астероїд головного поясу, відкритий 10 листопада 1998 року.
Тіссеранів параметр щодо Юпітера — 3,481.